# Macambira
Macambira es un municipio brasilero del estado de Sergipe. Se localiza a una latitud 10º39'59" sur y a una longitud 37º32'27" oeste, estando a una altitud de 282 metros. Su población estimada en 2004 era de 6 230 habitantes. 
Posee un área de 137,4 km². 
Macambira (Bromelia laciniosa) también designa una planta de hojas rígidas y espinosas que es encontrada en la región nordeste del Brasil.